# 에브로인

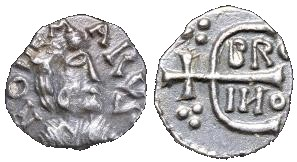

에브로인은 프랑크 왕국의 귀족으로 네우스트리아의 궁정 행정관이었다. 아우스트라시아의 왕 다고베르트 2세의 암살 배후의 한사람으로 지목되고 있다.

## 같이 보기
- 다고베르트 2세
- 페펭 데리스탈